# Matino (obwód wołogodzki)
Matino (ros. Матино) – wieś w Rosji, w rejonie kiczmiengsko-gorodieckim obwodu wołogodzkiego. W 2010 r. liczyła 8 mieszkańców.